# Joss & Löwenstein
Joss & Löwenstein, také M. Joss & Löwenstein byla česko-německá židovská továrna na prádlo a textilní galanterii v Praze, s filiálními továrnami v Klatovech, Nýrsku, Vimperku a Kolinci a se sklady v několika zahraničních městech.

## Historie
Firmu založil pražský židovský podnikatel Markus Joss (1845-1922) s manželkou Adelheid, rozenou Löwensteinovou (* 1849) ze Záběhlic, po jejich sňatku, který uzavřeli v Praze 25.10.1870. Joss začínal podnikat na Václavském náměstí v jedné místnosti se dvěma šicími stroji. Povzbuzen obchodním úspěchem svých výrobků, vložil do firmy věno své manželky, s vlastním kapitálem do ní vstoupil také Jossův švagr Šimon Löwenstein (* 1843) a dali postavit vlastní budovu továrny. Továrna byla v rakouském firemním rejstříku zaprotokolována roku 1876. Ochrannou známkou (logem) firmy byla lví hlava. Po roce 1896 byla továrna proměněna v akciovou společnost. Jejími členy a posledními majiteli továrny byli oba Simonovi synové Eugen Löwenstein (1877-1961), který přežil holocaust a je pohřben na Novém židovském hřbitově v Praze , a Emil Löwenstein(*1882-), o jehož osudu není nic známo. 
Sídla  Hlavním sídlem továrny byl komplex zděných budov s halami na ploše 1400 m² v Holešovicích-Bubnech. Tvořil celý blok domů mezi pozdějšími ulicemi Heřmanovou, Milady Horákové a Františka Křížka, v nichž pracovalo přes 1050 zaměstnanců, především střihaček a šiček. Filiálky sídlily v Klatovech, Nýrsku (1885-1928), Vimperku, Kolinci a Pešti.
Sortiment výrobků zahrnoval pánské košile, límce, manžety, náprsenky, pánské spodky, pyžama, dámské halenky, límečky, noční košile a spodní prádlo bílé i barevné, také polotovary pro švadleny.
V katalogu výstavy z roku 1891 se uvádí jako největší oděvní závod své specializace v Rakousko-Uhersku, jediný v Čechách vybavený elektřinou a parními stroji a jediný velký exportér prádla. 
Export Produkce se vyvážela ze 3/4. Výrobky se vyvážely do Německa, Francie, Holandska, Portugalska a Španělska, do východních zemí na Balkán, do Ruska, do Egypta a Tunisu, Brazílie, Argentiny, La Platy i do Austrálie. Pro export byla postavena síť skladů v Terstu, Budapešti, Kodani, Christianii, Istanbulu, Paříži a Torontu.
Ocenění Výrobky firmy byly oceněny na Světové výstavě ve Vídni roku 1873, v Sydney 1879, v Melbourne 1880, na Zemské jubilejní výstavě v Praze 1891, na Světové výstavě v Chicagu 1893 a v Paříži 1900. Továrna také obdržela titul c. a. k. dvorního dodavatele rakouského. 
Zdravotní a sociální péče
Zaměstnanci továrny si platili zdravotní a sociální pojištění, měli nárok na příspěvky v nemoci, na bezplatné léky a na důchod.

## Zrušení firmy
Holešovická továrna byla zrušena v roce 1935, její budova byla zbořena v roce 1936 a na jejím místě byly postaveny činžovní domy Pensijního fondu zaměstnanců Národní banky Československé. V jednom z těchto domů v Heřmanově ulici čp. 445 sídlilo vedení akciové společnosti pod nucenou německou správou až do svého zrušení a obstavení účtů k 30. 9. 1942.